# 大谷 (津山市)
大谷（おおたに）は岡山県津山市の地名。郵便番号は708-0882。

## 地理
東には津山駅が置かれ、鉄道利用による津山市の玄関口となる区域である。北は南町、昭和町、西は井口、一方、東は横山、南は種に接する。

## 歴史

### 沿革
- 1889年6月1日 - 町村制施行に伴い、久米南条郡大谷村が同郡井口村、一方村、北村、皿村、高尾村、中島村、平福村、福田村と合併し、佐良山村となる。大谷村は大字大谷となる。
- 1900年4月1日 - 久米南条郡が久米北条郡と合併し、久米郡となる。
- 1901年4月1日 - 大字大谷が福岡村へ編入される。
- 1929年2月11日 - 福岡村が苫田郡津山町、津山東町、院庄村、西苫田村、二宮村と合併・市制により、津山市となる。
- 1960年 - 大谷の一部が昭和町一丁目と二丁目に、大谷・横山の各一部が南町一丁目となる。

## 世帯数と人口
2021年（令和3年）1月1日現在の世帯数と人口は以下の通りである。
| 町丁 | 世帯数  | 人口  |
| ---- | ------- | ----- |
| 大谷 | 439世帯 | 836人 |

## 小・中学校の学区
市立小・中学校に通う場合、学区は以下の通りとなる。
| 番地 | 小学校           | 中学校             |
| ---- | ---------------- | ------------------ |
| 全域 | 津山市立南小学校 | 津山市立鶴山中学校 |

## 交通

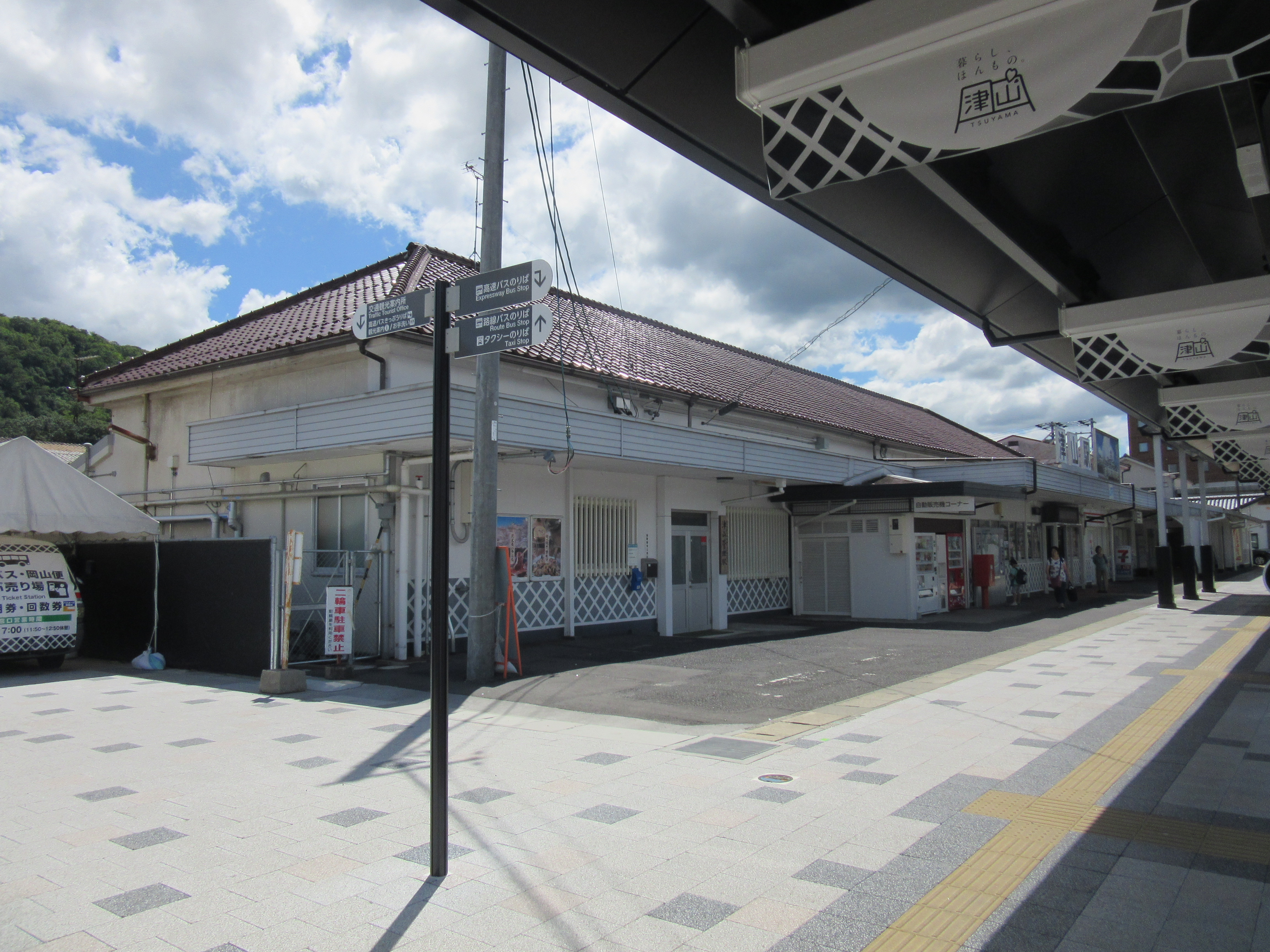
津山駅

### 鉄道
- 津山駅 - 津山線・姫新線。因美線は厳密には東津山駅を終点とするが、津山駅まで姫新線と一体となっている。

### 道路
- 国道53号・国道179号・国道429号 - 三者の重複区間。通常は最も小さい数字の国道53号で呼ばれる。

## 施設
- アルファーワン津山
- 神姫バス津山営業所
- 津山婦人青年の家
- 教本寺
- 石山寺
- 津山まなびの鉄道館[5]